# ANTI-
ANTI- to amerykańskie wydawnictwo płytowe, założone w 1999 roku jako wytwórnia siostrzana w stosunku do Epitaph Records.
Podczas gdy Epitaph skupia się głównie na muzyce z nurtu punk rocka, ANTI- wydaje muzykę bardzo zróżnicowaną. Wśród gatunków muzycznych, których reprezentanci wydają swoje albumy pod szyldem ANTI- znajdują się: hip-hop (Blackalicious), trip-hop (Tricky), reggae (Buju Banton), country (Porter Wagoner), folk (The Swell Season), indie rock (Islands, Elliott Smith) i wielu innych.
Z Andym Kaulkinem na czele, wydawnictwo ANTI- pierwszy raz wypłynęło przy okazji premiery, a później sukcesu albumu Mule Variations Toma Waitsa. Płyta dostała nagrodę Grammy w 1999 roku, co spopularyzowało markę ANTI- przyciągając do wydawnictwa artystów niedających się łatwo zaszufladkować. Poza Waitsem pod szyldem ANTI- zaczęło nagrywać wielu weteranów sceny, często wcześniej powiązanych z dużymi wytwórniami płytowymi.

## Artyści nagrywający pod szyldem ANTI-
- Antibalas Afrobeat Orchestra
- A Girl Called Eddy
- Bettye LaVette
- Billy Bragg
- Blackalicious
- Bob Mould
- Buju Banton
- Daniel Lanois
- Danny Cohen
- Dead Man's Bones
- DeVotchKa
- Dr. Dog
- Eddie Izzard
- Greg Graffin
- Islands
- Jason Lytle (Grandaddy)
- Joe Henry
- Jolie Holland
- Man Man
- Marianne Faithfull
- Michael Franti
- Merle Haggard
- Os Mutantes
- Muggs
- N.A.S.A.
- Neko Case
- Nick Cave and the Bad Seeds
- One Day As a Lion
- Alec Ounsworth
- Pete Philly & Perquisite
- Porter Wagoner
- Rain Machine
- Ramblin' Jack Elliott
- The Robocop Kraus
- Sage Francis
- Screaming Lights
- Sierra Leone Refugee All Stars
- Sol.iLLaquists of Sound
- Solomon Burke
- Spoon
- Mavis Staples
- The Swell Season
- The Frames
- The Locust
- The Promise Ring
- Tim Fite
- Tom Waits
- Tricky
- William Elliott Whitmore
- Xavier Rudd
- Youth Group